# 瑞相
瑞相（ずいそう、サンスクリット: 
Pūrva-nimitta）は、めでたい出来事として起きる前触れ現象を意味する仏教用語。吉兆と同義。瑞験とも。
仏教寺院の落慶法要や入仏開眼法要などにおける瑞雲（ずいうん。気象用語：彩雲）や日暈（ひがさ、にちうん）のほか、地震なども瑞相の一つとされる。

## 概説
仏教における経典では、仏が説法する直前など、こうした様々な瑞相が起こることが説かれている。例えば『法華経』や『涅槃経』などにも、「大地が六種に震動した」などとある。また、釈迦如来が生まれたときにも、王宮が清浄になり、木々の虫けらが影を潜め、種々の妙華が馥郁（ふくいく）として香る、雪山より羽毛鮮やかな神鳥が飛来して楼閣を廻り囀（さえず）る、草木緑栄えて花が一気に咲く、泉が湧き出て池沼の蓮華は車輪のごとく花を咲かす、あるいは五色の瑞雲が棚引く、などといった瑞相が説かれる。